# Heinrich Beberniß
Heinrich Beberniß (geb. 2. März 1894 in Heiligenhafen; gest. 4. Januar 1985 Halle (Saale)) war ein deutscher Maler.

## Leben
Er war Vater von Heinz Beberniß, der Maler und Bildhauer wurde. Beberniß war als Lehrer der Werkstatt für Wandmalerei am Bauhaus in Weimar und später an der Burg Giebichenstein tätig. Er übernahm am 16. November 1922 die Werkstatt von Carl Schlemmer und leitete sie bis zum 30. September 1925. Sein Nachfolger und damit letzter Werkstattmeister am Weimarer Bauhaus war Hinnerk Scheper. Nach 1946 lehrte Beberniß auf Burg Giebichenstein in Halle Farbenlehre.